# Protrombinsko vreme
Protrombinsko vreme (PT) i izvedene veličine protrombinski odnos (engl. prothrombin ratio - PR) i internacionalni normalizovani odnos (engl. international normalized ratio - INR) su mere spoljašnjeg puta koagulacije. Ovaj test je još naziva ProTime INR i INR PT. On se koristi za određivanje tendencije zgrušavanja krvi, u merenju doze varfarina, oštećenja jetre, i statusa vitamina K. PT meri faktore I, II, V, VII, i X. On se koristi zajedno sa parcijalnim tromboplastinskim vremenom (aPTT), koji je mera unutrašnjeg puta.

## Laboratorijska merenja

### Normalni opseg
Referentni opseg za protrombinsko vreme je obično oko 10-13 sekundi; normalni opseg za INR je 0.8–1.2. Povišena terapeutska antikoagulacija odgovara INR opsegu od 2-3. Ona se na primer može ostvariti primenom varfarina.

### Metodologija
Protrombinsko vreme se najčešće meri koristeći krvnu plazmu. Krv se stavlja u epruvetu u kojoj je tečni citrat, koji deluje kao antikoagulans putem vezivanja kalcijuma iz uzorak. Krv se pomeša, zatim se centrifugira da bi se odvojile krvne ćelije od plazme. Kod novorođenčadi se koristi kapilarni uzorak cele krvi.
Plazma se analizira na 37 °. Doda se kalcijum u višku (čime se poništava dejstvo citrata), te se omogućava zgrušavanje krvi. Za precizno merenje, proporcija krvi i citrata treba da bude tačno određena.
Doda se tkivni faktor (takođe poznat kao faktor III) i vreme potrebno da se se formira ugrušak se optički meri. Neke laboratorije koriste mehanička merenja. Protrombinski odnos je protrombinsko vreme pacijenta podeljeno rezultatom kontrolne plazme.

## Spoljašnje veze
- Oprez od krvarenja zbog interakcije oralnih antikoagulanasa sa drugim lekovima